# Tappan Zee Bridge (2017)

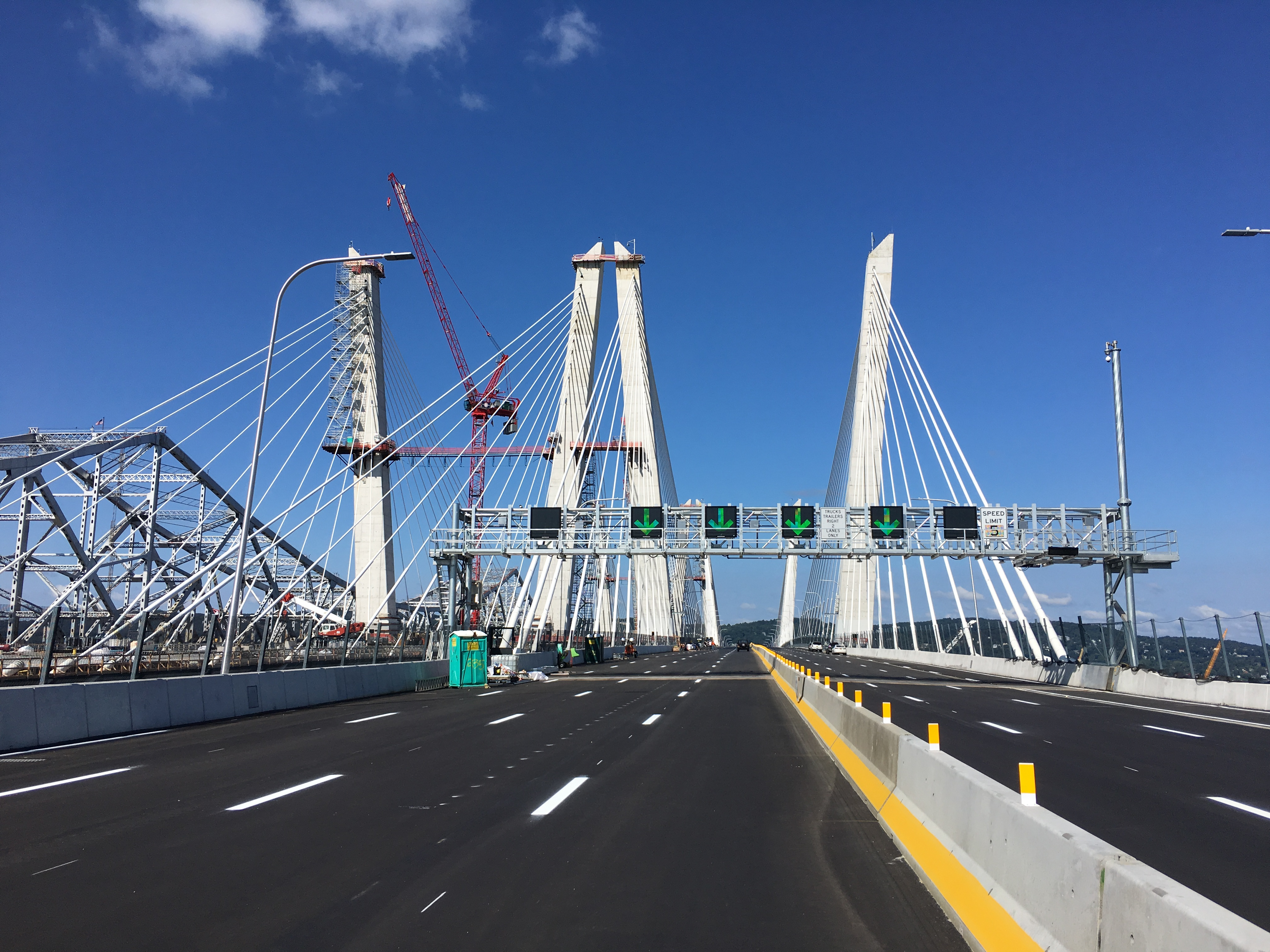
Nordfahrbahn kurz vor der Eröffnung 2017

Die Tappan Zee Bridge, offiziell nach dem ehemaligen New Yorker Gouverneur Mario Cuomo als Gouverneur Mario M. Cuomo Bridge bezeichnet, ist eine Doppel-Schrägseilbrücke (twin bridge) über den Hudson River im Bereich der Tappan Zee, einer natürlichen seeartigen Verbreiterung des Hudson zwischen Tarrytown und Nyack im US-Bundesstaat New York, rund 25 Kilometer nördlich von Manhattan, New York City.
Die Brücke ersetzt die ursprüngliche Tappan Zee Bridge, die 1955 erbaut und 2017–2019 abgerissen wurde. Die nördliche Fahrbahn (Nordspanne) der neuen Brücke führt den Autoverkehr in Richtung Norden und Westen der New York State Thruway Authority, die südlich gelegene Fahrbahn (Südspanne) in Richtung Süden und Osten. Es gibt des Weiteren einen gemeinsamen Weg für Fahrräder und Fußgänger.
Die Vorbereitung zum Ersetzen der ursprünglichen Brücke begann durch das Konsortium „Tappan Zee Constructors“ im Jahr 2012, Baubeginn war dann 2013. Der Left Coast Lifter, einer der größten Krane der Welt, war maßgeblich am Bau der Brücke beteiligt. Die Nordspanne wurde am 26. August 2017 offiziell für den Verkehr in Richtung Westen geöffnet, der Verkehr in Richtung Osten begann vorübergehend am 6. Oktober 2017 mit der Nutzung der Nordspanne. Tappan Zee Constructors begann dann, die alte Brücke abzureißen. Am 8. September 2018 fand die Eröffnungsfeier für die Südspanne statt, die drei Tage später dem Verkehr übergeben wurde.
Der offizielle Name der Brücke ist seit ihrer Ankündigung umstritten. Eine Petition und Gesetzesvorschläge haben sich gegen die Anbringung des Namens von Mario Cuomo an der Brücke ausgesprochen.

## Geschichte
Der Tappan Zee als Teil des Hudson wurde von niederländischen Siedlern aus dem 17. Jahrhundert nach dem Indianerstamm Tappan sowie nach den niederländischen Wort für Meer benannt. Die Tappan Zee Bridge und die kleinere Bear Mountain Bridge sind die einzigen Brücken des Hudson-Abschnitts zwischen den Grafschaften Westchester und Rockland.
Die ursprüngliche Tappan Zee Bridge war eine Auslegerbrücke, die von 1952 bis 1955 gebaut wurde. Die Brücke war mit einer Länge von 4.881 m (16.013 Fuß) die längste Brücke im Staat New York. Sie hatte ein relativ geringes Baubudget von 81 Millionen US-Dollar und eine geplante Lebensdauer von nur 50 Jahren. Anfangs fuhren weniger als 40.000 Fahrzeuge pro Tag über die Brücke. In den 2000er Jahren war die Brücke mit 140.000 Fahrzeugen pro Tag total überlastet und in einem desolaten Zustand. Der Zusammenbruch der Interstate-35W-Mississippi-River-Brücke in Minnesota im Jahr 2007 warf Bedenken hinsichtlich der strukturellen Belastung der Tappan Zee Bridge auf. Diese Bedenken sowie die Verkehrsüberlastung und erhöhte Wartungskosten beschleunigten die bereits laufenden konkreten Diskussionen über den Ersatz der Tappan Zee Bridge durch einen Tunnel oder eine neue Brücke.

## Planung
Die Federal Highway Administration veröffentlichte im Oktober 2011 einen Dokument, in dem die neue Tappan Zee Brücke als Doppelbrücke mit zwei Spannweiten bezeichnet wurde. Die neue Brücke soll einige Meter nördlich der bestehenden Brücke entstehen und sich mit den bestehenden Autobahnzubringern des New York State Thruway (I-87 / I-287) an beiden Flussufern verbinden. Aus drei Projektvorschlägen erteilte die New York State Thruway Authority dem Konsortium „Tappan Zee Constructors“ (TZC) den Bauauftrag mit über 3,142 Milliarden US-Dollar. Die Bauarbeiten begannen planmäßig im Oktober 2013 mit Fertigstellung für 2017.
Ursprünglich befürchteten viele Autofahrer, dass sich die Mautgebühren für die Brücke mehr als verdoppeln könnten (12 bis 15 US-Dollar, nur in östlicher Richtung), der Staat verabschiedete jedoch in seiner Legislaturperiode 2016 ein Gesetz, mit dem die Maut auf der Brücke bis 2020 auf 5 US-Dollar gesenkt wurde. Die neue Tappan-Zee-Brücke sollte vier Fahrzeugspuren pro Strecke mit insgesamt acht Spuren sowie einen gemeinsam genutzten Fahrrad- und Fußgängerweg umfassen. Wie sein Vorgänger soll die neue Tappan Zee Bridge von der New York State Thruway Authority verwaltet werden. Die Behörde ist der Co-Sponsor des Projekts zusammen mit dem State Department of Transportation.

## Konstruktion
Der New York Metropolitan Transportation Council hat die Tappan Zee Bridge im August 2012 in seine Liste der Projekte aufgenommen, für die Bundesmittel in Frage kommen. Das US-Verkehrsministerium genehmigte den Plan am 25. September 2012. Das Projekt wurde durch eine öffentlich-private Partnerschaft finanziert. Die neue Tappan Zee Bridge wurde vom Tappan Zee Constructors, LLC (TZC) – ein Konsortium aus Planungs-, Ingenieur- und Baufirmen entworfen und gebaut, darunter Fluor Corporation, American Bridge Company, Granite Construction Northeast und Traylor Bros. Zur Montage wurden Gruppen vormontierter Träger mit voller Spannweite verwendet. Die Firma General Electric entfernte beim Ausbaggern des Flussbodens 1.500.000 m³ mit Schadstoffen belastetes Sediment. Am 19. Juli 2016 stürzte ein für den Bau der Brücke verwendeter Kran auf die bestehende ältere Brücke. Fünf Menschen, drei Autofahrer und zwei Brückenarbeiter, wurden leicht verletzt.

## Fertigstellung
Der Zeitplan des Projekts sah ursprünglich vor, dass die alte Brücke 2016 geschlossen und der Abriss der alten Brücke im Februar 2017 beginnen würde. Mit ein Jahr Verzögerung wurde die neue Brücke in Richtung Norden und Westen schließlich am 26. August 2017 und die Brücke in Gegenrichtung am 11. September 2018 dem Verkehr freigegeben.
Nach ihrer Fertigstellung wurde die neue Tappan Zee Bridge zu einer der breitesten Schrägseilbrücken der Welt mit einer kombinierten Breite über beide Decks von 56 m (183 Fuß). Die neuen Spannweiten entsprechen der Breite der relativ kurzspannigen Leonard Zakim-Schrägseilbrücke in Boston. Die neue Brücke soll mindestens 100 Jahre halten. Der Abriss der alten Brücke begann im November 2017 mit der Entfernung des ersten Abschnitts auf der Rockland County Seite. Die Arbeiten wurden bis April 2018 fortgesetzt, einschließlich der Entfernung der Fachwerkabschnitte. Im Mai 2018 wurden die Ausleger entfernt, so dass nur die Ost- und Westzufahrten übrig blieben. Ursprüngliche sollten die übrigen Brückenteile wegen Minimierung von Umweltschäden Stück für Stück abgebaut werden. Als jedoch im September 2018 die Instabilität der östlichen Brückenteile entdeckt wurde, beschloss man den Abriss dieses Teils mittels Sprengung am 15. Januar 2019. Die verbliebenen westlichen Brückenteile wurden am 12. Mai 2019 auf einen Lastkahn verladen und entfernt.

## Mautgebühren
Die Tappan Zee Bridge erhebt Mautgebühren nur in Richtung Süden/Osten. An Wochentagen sind die Mautgebühren basierend auf dem Fahrzeugklassifizierungssystem des New York State Thruway und der Tageszeit variabel und werden mithilfe eines bargeldlosen Mautsystems erhoben. Am Wochenende zahlt jede Fahrzeugklasse eine Pauschale. E-ZPass-Benutzer zahlen den niedrigstmöglichen Tarif, der normalerweise von Mitternacht bis 6:14 Uhr berechnet wird, während andere Benutzer den Tarif bezahlen, der normalerweise von 7:00 bis 08:59 Uhr berechnet wird. Fahrzeuge der Klasse 2L, die eine Höhe von weniger als 2,3 m (7,5 Fuß) haben und zwei Achsen enthalten, zahlen jederzeit eine Pauschale von 5,00 USD oder 4,75 USD mit einem in New York ausgestellten E-ZPass.
Ab dem 1. Januar 2025 beträgt die Maut für E-ZPass-Inhaber $ 6,75; dies ist bereits die zweite von vier Mautanhebungen, die sich in 50-Cent-Schritten bis ins Jahr 2027 erstrecken werden.

## Fahrrad-Fußgängerweg
Am 15. Juni 2020 wurde der Rad-Fußgängerweg an der nördlichen Spannweite der Brücke eröffnet. Der Weg hat sechs Aussichtspunkte, die als „Belvederes“ bekannt sind. Jedes Belvedere ist nach einer lokalen Sehenswürdigkeit benannt und bietet WLAN und einen Sitzbereich.

## Beleuchtung
Die Brücke ist mit LED-Leuchten für die Straßen und Brückenelemente ausgestattet. Die Beleuchtung kann zu dekorativen Zwecken an wichtigen Feiertagen wie dem Gedenktag und Weihnachten, traditionellen Tagen wie dem Muttertag, dem Vatertag und dem St. Patrick’s Day sowie besonderen Gedenkfeiern das ganze Jahr über in verschiedene Farben geändert werden.